# Sjösaviken
Sjösaviken (Sjösafjärden) är en grund havsvik vid sörmlandskusten öster om Nyköping. I vikens inre del ligger samhället Sjösa. Viken har stor betydelse för fågellivet och strandängarna är av botaniskt mycket stort intresse.
På Sjösavikens västra strand har tidigare funnits en hamnanläggning för malmfrakt bland annat från Förola gruvor i Sjösa.
Sjösaviken är ett Natura 2000-område och av riksintresse för naturvård.

## Bilder

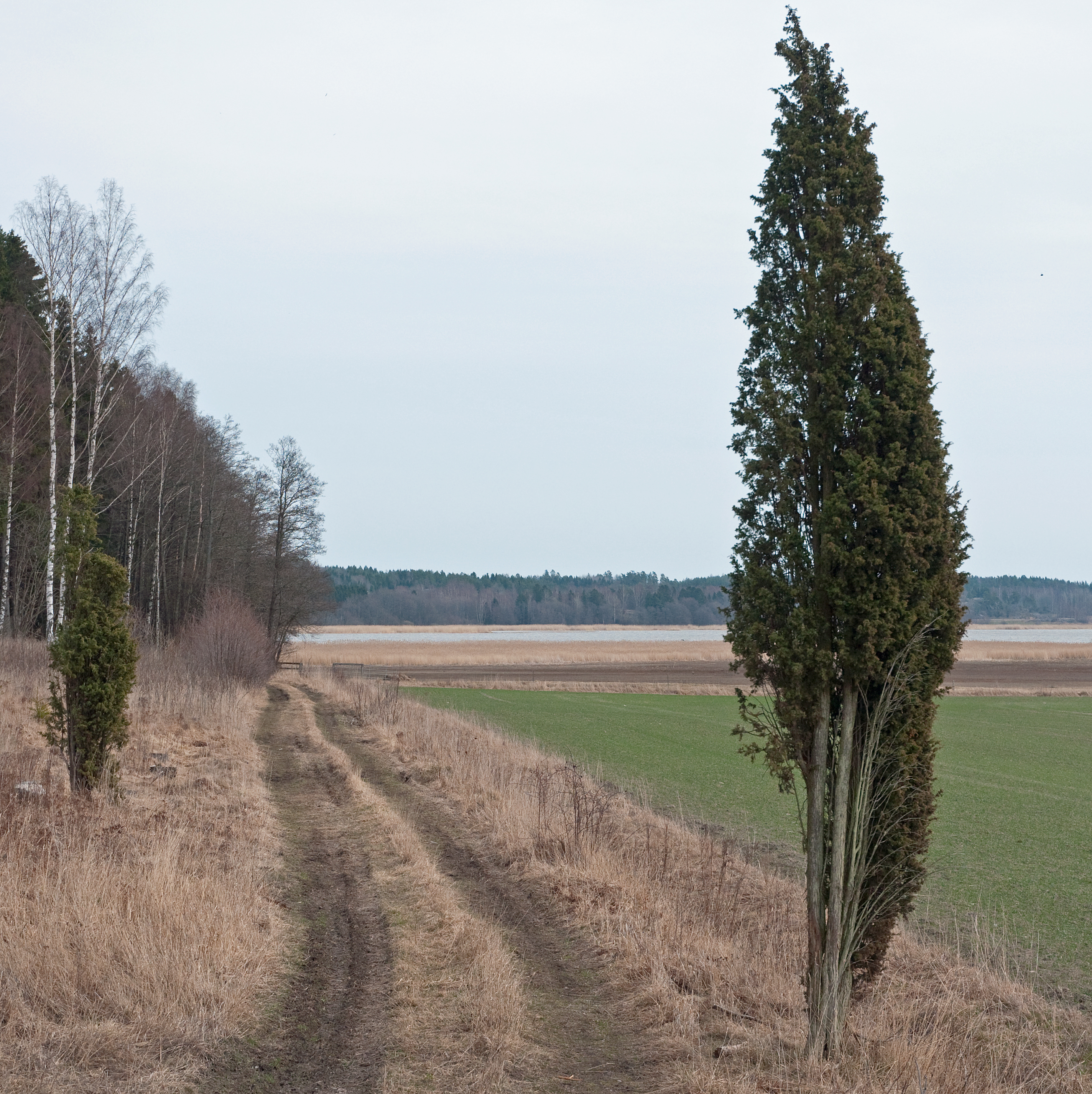
Väg till malmbryggan.
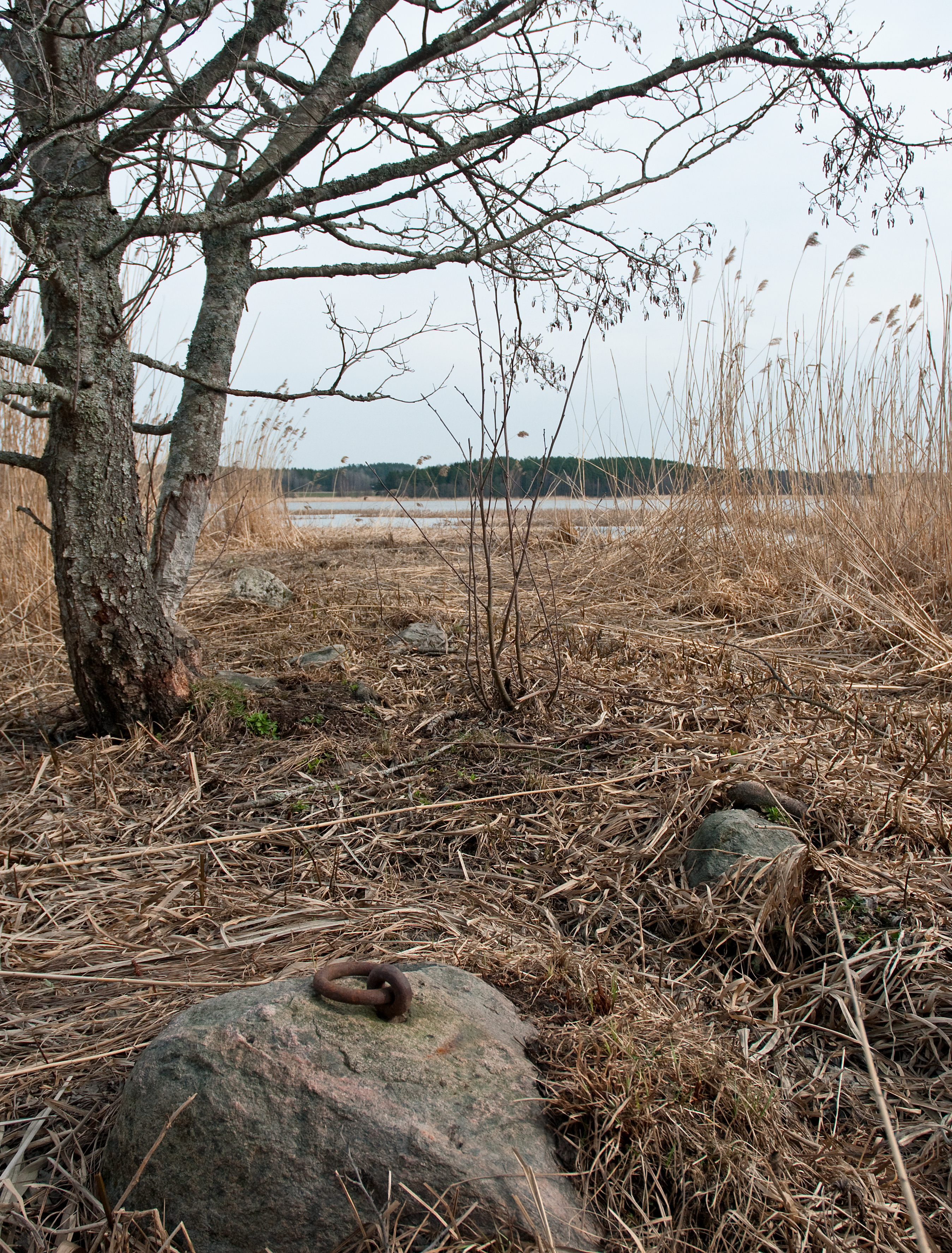
Malmbryggan.